# استخوان‌های کف پا
استخوان‌های کف پا یا متاتارس (به انگلیسی: Metatarsus) دسته‌های از استخوان‌ها و در هر پا پنج عدد هستند. استخوان‌های کف پا قبل از انگشتان پا قرار دارند. 

## کالبدشناسی
در پا، جلوتر از استخوان‌های مچ پا، پنج استخوان بلند قرار دارند که به آن‌ها کف‌پایی می‌گویند. جلوتر از استخوان‌های کف پا، انگشتان پا قرار دارند که هر کدام از آن‌ها سه بند دارد (بجز شست پا که دو بند دارد).  کف‌پایی‌ها به همراه انگشتان پا، پیش‌پا را تشکیل می‌دهند.
مفصل‌های بین استخوان‌های مچ‌پایی و کف‌پایی را مفاصل مچ‌پایی‌کف‌پایی (تارسومتاتارس) می‌گویند. مفصل‌های بین استخوان‌های کف پا و بند اول انگشتان پا را مفاصل کف‌پایی‌بندانگشتی (متاتارسوفالانژیال) می‌گویند.
استخوان‌های کف پا به ترتیب از انگشت شست نام‌گذاری می‌شوند مثلاً خارجی‌ترین کف‌پایی (متصل به انگشت کوچک) کف‌پایی (متاتارس) پنجم نامیده می‌شود.
استخوان‌های مچ پا (تارس) شامل دو استخوان‌اند که در پشت پا قرار دارند یعنی استخوان‌های قاپ (تالوس) و پاشنه (کالکانئوس) و جلوتر از این دو، گروهی متشکل از پنج استخوان کوچکتر به نام‌های استخوان تاسی (کوبوئید)، استخوان ناوسان (ناویکولار) و استخوان‌های میخی (کونیفرم) داخلی، میانی و خارجی قرار دارد.

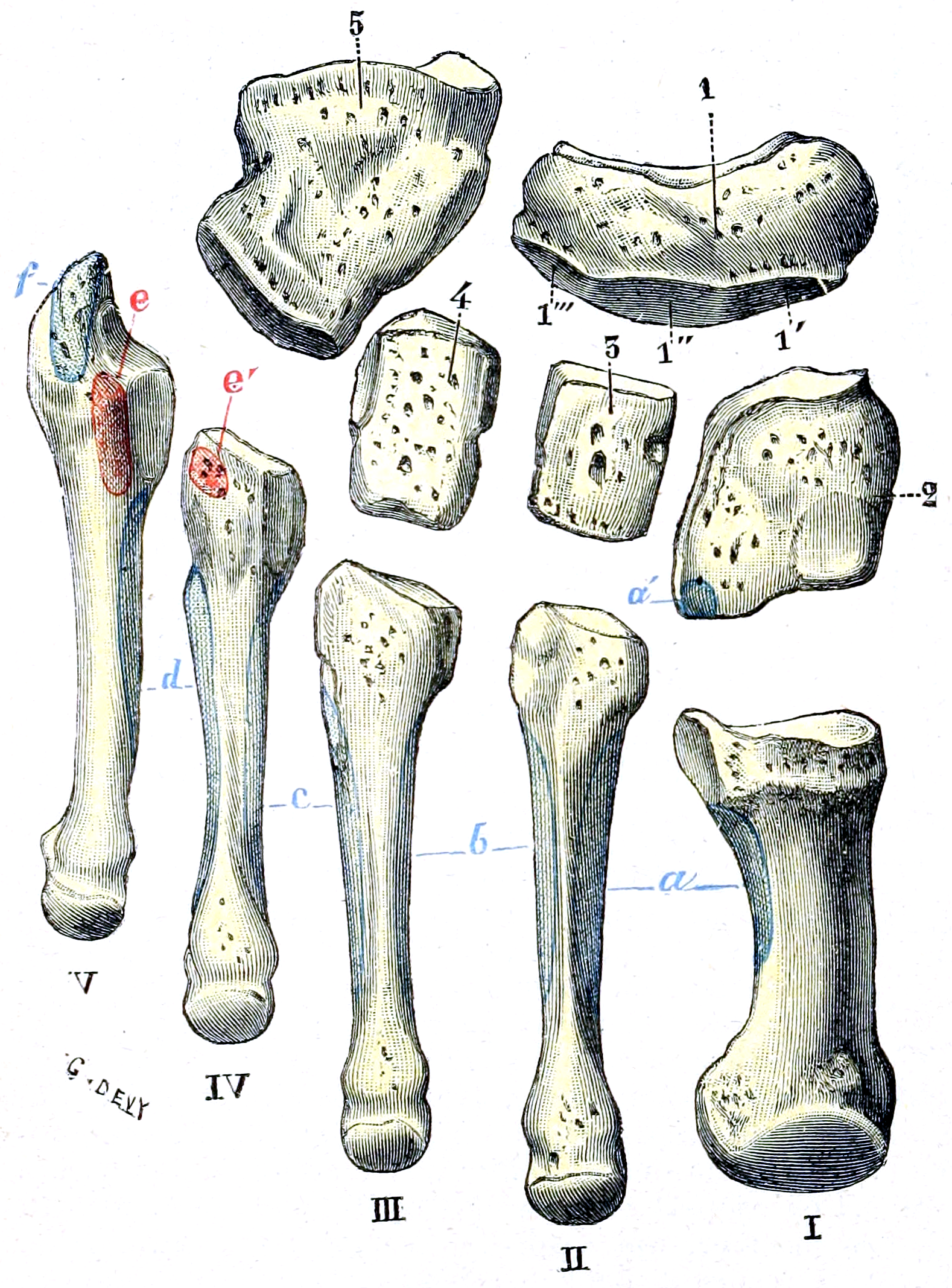
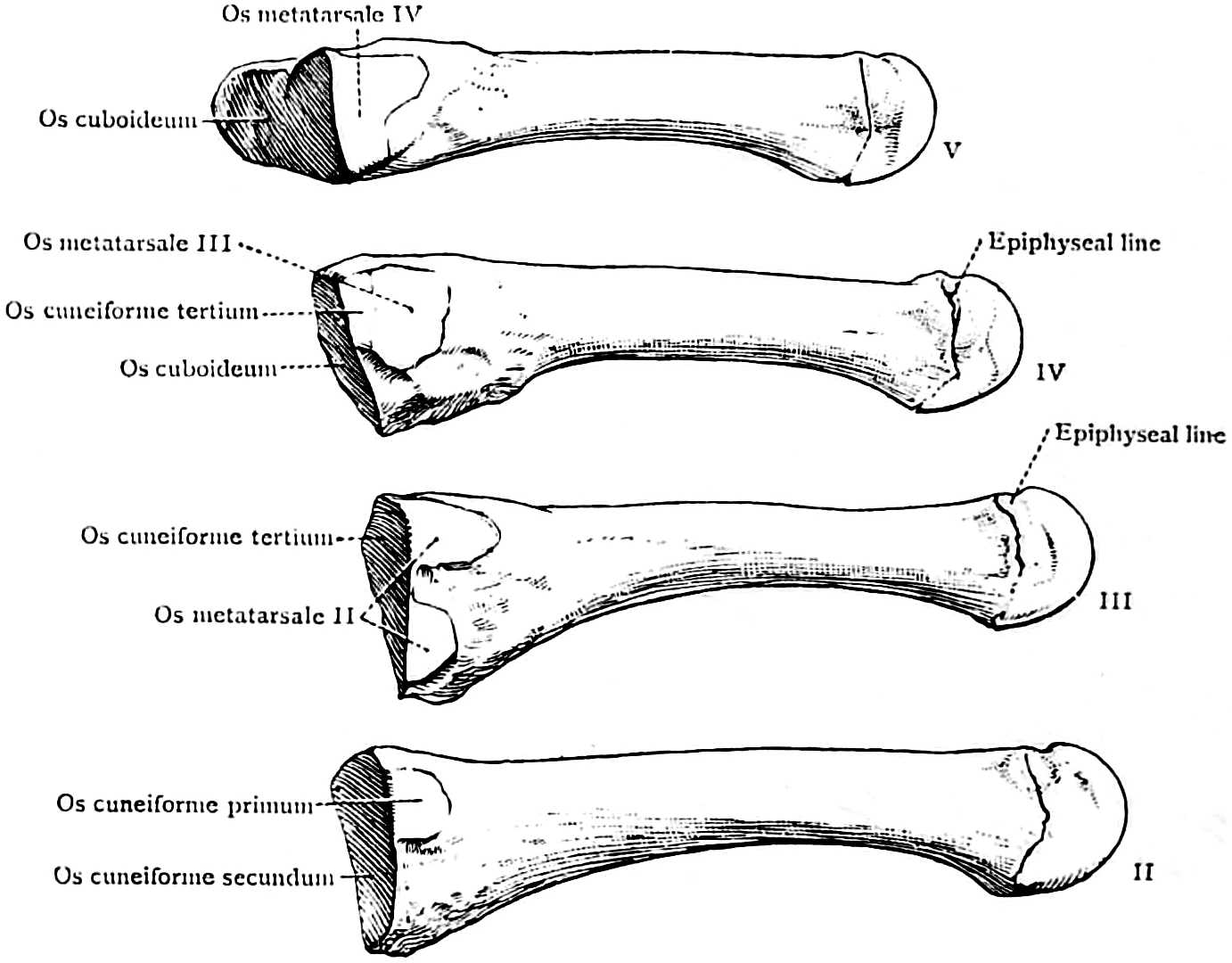